# Monaco aux Jeux olympiques d'hiver de 1988
Monaco participe aux Jeux olympiques d'hiver de 1988, qui ont lieu à Calgary au Canada. Ce pays, représenté par trois athlètes, prend part aux Jeux d'hiver pour la deuxième fois de son histoire.

## Résultats

### Bobsleigh
| Athlète                       | Épreuve           | Temps            | Rang |
| ----------------------------- | ----------------- | ---------------- | ---- |
| Albert Grimaldi Gilbert Bessi | Bob à deux hommes | 4:02.47          | 25   |
| David Tomatis                 | Bob à deux hommes | N'a pas concouru |      |

### Ski alpin
Homme
| Athlète        | Épreuve      | Record  | Rang |
| -------------- | ------------ | ------- | ---- |
| Fabrice Notari | Slalom géant | 2:52.15 | 64   |
| Fabrice Notari | Super G      | 2:11.73 | 54   |